# ワンダードロップ
ワンダードロップは、東京ドームシティアトラクションズのラクーアにあるウォーターライドである。
アトラクション合言葉・挨拶は「ヨーホー」。協賛企業は大塚製薬。

## アトラクション概要
ラクーア内を流れるウォータースライダー。コンベアで巻き上げられた後、頂上のターンテーブルで停止し回転。水路をゆっくり流れた後、落差13mの滝を滑り降りる。後半にはメリーゴーランド「ヴィーナスラグーン」の下を流れる。専用のレインコートを購入して乗車する事が可能。最大落差13m、最高速度50km/h。
東京ドームは、25〜35歳をメインターゲットに、事業性を踏まえながらターゲット年齢を広げた施設を作るため、“水”をテーマにした都会のオアシスを作ることを計画していた。そこで、水というテーマから、水流ライドの導入が検討されたが、ラクーア全体のコンセプトとして「リフレッシュ」が掲げられていた上、スリルライドとしてはジェットコースターもあることから、スリル感と爽快感の両方を兼ね備えたアトラクションが求められた。当初のレイアウト計画では、 着水後に水の抵抗だけでボートを止めるのに必要な直線を確保することができなかったため、全体レイアウトの見直しを行い、スペースを生み出した。

## スペック
- 最大落差：13m
- 最高速度：50km/h
- 所要時間：約4分30秒
- 利用料金：700円
- 定員：4名